# Valencia Firebats
Die Valencia Firebats (gegründet als Valencia Bats) sind ein American-Football-Team aus Valencia in Spanien.

## Vereinsgeschichte
Nach der Saison 1992/1993 der Spanish Football League spaltete sich das Team der Giants de Cullera. Als Folge dieser Spaltung gründeten sich die Valencia Bats im April 1993. Sie wurden zur Saison 1993/1994 der neu gegründeten American Football League eingeladen und schlossen diese auf dem 5. Platz ab. In der Saison 1994/1995 waren sie ein Gründungsmitglied der Liga Nacional de Fútbol Americano und scheiterten nur knapp an der Qualifikation zu den Play-offs. Die Erhebung des Vereins zum förderungswürdigen „Elite“-Status während der Saison 1996/1997 durch die regionale Regierung Valencias war ein erstes Erfolgserlebnis. Außerdem löste in dieser Saison Bill Bannantine Elliott Klein als Headcoach der Bats ab.
In der darauffolgenden Saison 1997/1998 schafften Die Bats den Sprung in die Play-offs und scheiterten dort im Semifinale an den L’Hospitalet Pioners, womit sie die Liga als Drittplatzierte beendeten und sich so für den EFAF Cup und damit zum ersten Mal für einen internationalen Wettbewerb qualifizierten. An diesem konnten sie allerdings aufgrund von finanziellen Engpässen in der darauffolgenden Saison nicht teilnehmen.
In der Saison 2000/2001 wurden zum ersten Mal Importspieler nach Valencia geholt, womit wieder die Play-offs erreicht werden konnten und erneut das Semifinale verloren ging. Die erneute Qualifikation für den EFAF Cup wurde in der nächsten Saison ausgenutzt und brachte das erste internationale Spiel gegen die Roma Marines. Das Team scheiterte aber in der Vorrunde.
In der Saison 2005/2006 avancierte die nun in Firebats umbenannte Mannschaft zum dominierenden Team der spanischen Liga. Von 2006 bis 2010 standen sie fünfmal in Folge im Finale um die spanische Meisterschaft, die sie 2006, 2007 und 2009 gewinnen konnten. Zudem konnten sie in der Saison 2010, nach drei erfolglosen Versuchen 2007, 2008 und 2009 in der European Football League, erstmals die Play-offs erreichen. Dem Titelverteidiger Swarco Raiders Tirol mussten sie sich mit 55:13 jedoch klar geschlagen geben.
Zwischen 2014 und 2016 konnten die Firebats noch einmal an ihre großen Erfolge anknüpfen. In allen drei Jahren erreichten sie das Play-off-Finale und konnten sich dabei in der Saison 2015 ihre vierte spanische Meisterschaft sichern.
Nach der Saison 2019 zogen sich die Firebats in die zweite Liga (Serie B) zurück.  Zur Saison 2023 kamen sie dann wieder in der höchsten Klasse zurück, konnten die Klasse aber nicht halten.

## Erfolge
- Spanische Meisterschaft
  - Titelgewinn: 2006, 2007, 2009, 2015
  - Vizemeisterschaft: 2008, 2010, 2014, 2016